# Odon d'Astarac
Odon d'Astarac est un religieux, successivement abbé de Simorre, puis archevêque d'Auch (v. 1005-1034), issu de la maison d'Astarac.

## Biographie
Il est fils d'Arnaud II, comte d'Astarac et de son épouse Talaise.
Il est d'abord abbé de Simorre avant d'être élu archevêque d'Auch peu avant 988, mais il garde toute sa vie le titre d'abbé de Simorre. En 1006, il assiste au concile des deux provinces d'Auch et de Narbonne avec trois de ses évêques suffragants. La fonction d'Archevêque d'Auch le faisait primat d'Aquitaine, incluant les marches d'Espagne, il confirme l'élection de Guadall Domnus et l'intrônise comme évêque de Barcelone vers 1020. Vers la même époque, il accepte plusieurs donations en faveur de l'église d'Auch. Brugelès, suivi par les auteurs de l'Histoire générale de Languedoc, affirme qu'il est mort vers 1025, mais que son successeur, Garcie II de La Barthe ne figure pas dans le catalogue d'Auch,.
Charles Cawley le prétend en vie en 1034, s'appuyant sur une charte indiquant que le comte Guillaume d'Astarac soumit l'abbaye de Sainte-Dode à celle de Simorre, fondée plus tôt par l'abbé Odon avec le consentement de son père Arnaud, de sa mère Tarasie, de ses frères Bernard et Raimond, mais rien n'indique qu'Odon était vraiment vivant en 1034.